# YTN 뉴스UP
《YTN 뉴스UP》은 대한민국 YTN에서 평일 아침 7시 50분에 방송되는 YTN의 아침뉴스 프로그램이다.

## 방송 시간
- 현재 방송 시간은 2024년 5월 1일부터 기준으로 한다.

| 방송 채널 | 방송 기간                           | 방송 시간                                       |
| --------- | ----------------------------------- | ----------------------------------------------- |
| YTN       | 2005년 10월 4일 ~ 2013년 11월 15일  | 평일 아침 8시 ~ 오전 10시 (2시간)               |
| YTN       | 2014년 10월 27일 ~ 2016년 7월 8일   | 평일 아침 8시 ~ 오전 10시 (2시간)               |
| YTN       | 2013년 11월 18일 ~ 2014년 10월 24일 | 평일 아침 7시 ~ 오전 9시 (2시간)                |
| YTN       | 2016년 7월 11일 ~ 2017년 2월 3일    | 평일 아침 8시 ~ 오전 9시 45분 (1시간 45분)      |
| YTN       | 2017년 2월 6일 ~ 2018년 11월 30일   | 평일 아침 8시 ~ 오전 9시 (1시간)                |
| YTN       | 2018년 12월 3일 ~ 2019년 9월 27일   | 평일 오전 9시 ~ 9시 40분 (40분)                 |
| YTN       | 2020년 6월 1일 ~ 2021년 7월 9일     | 평일 아침 7시 50분 ~ 오전 9시 40분 (1시간 50분) |
| YTN       | 2025년 1월 20일 ~ 현재              | 평일 아침 7시 50분 ~ 오전 9시 40분 (1시간 50분) |
| YTN       | 2021년 7월 12일 ~ 2022년 6월 3일    | 평일 아침 7시 30분 ~ 오전 9시 20분 (1시간 50분) |
| YTN       | 2022년 6월 7일 ~ 2022년 12월 30일   | 평일 아침 8시 ~ 오전 9시 50분 (1시간 50분)      |
| YTN       | 2023년 1월 2일 ~ 2024년 4월 30일    | 평일 아침 8시 ~ 오전 9시 40분 (1시간 40분)      |
| YTN       | 2024년 5월 1일 ~ 2025년 1월 17일    | 평일 아침 7시 50분 ~ 오전 9시 50분 (2시간)      |

## 앵커
- 윤재희 아나운서 (여)
- 조진혁 아나운서 (남)

## 타이틀 변천사
| 역대 | 타이틀         | 방송 기간                                                         |
| ---- | -------------- | ----------------------------------------------------------------- |
| 1기  | YTN 뉴스오늘   | 2005년 10월 4일 ~ 2014년 10월 24일                                |
| 2기  | YTN 이슈오늘   | 2014년 10월 27일 ~ 2018년 11월 30일                               |
| 3기  | YTN 24         | 2018년 12월 3일 ~ 2019년 9월 27일 2020년 6월 1일 ~ 2022년 6월 3일 |
| 4기  | YTN 뉴스라이더 | 2022년 6월 7일 ~ 2024년 4월 1일                                   |
| 5기  | YTN 24         | 2024년 4월 2일 ~ 2024년 4월 30일                                  |
| 6기  | YTN 뉴스UP     | 2024년 5월 1일 ~ 현재                                             |

## 같이 보기
- KBS 뉴스광장 (월~토요일) (KBS 1TV)
- KBS 아침뉴스타임 (평일) (KBS 2TV)
- MBC 뉴스투데이 (월~토요일) (MBC TV)
- 모닝와이드 1, 2부 (월~토요일) (SBS TV)
- 아침& (JTBC)
- 굿모닝 MBN, 굿모닝 월드, 아침 & 매일경제 (MBN)
- TV조선 뉴스퍼레이드 (TV조선)
- 김진의 돌직구쇼 (채널A)